# アラン・パスコー
アラン・パスコー（Alan Peter Pascoe、1947年10月11日 - ）は、イギリスの陸上競技選手。1972年ミュンヘンオリンピックの銀メダリスト。

## 経歴
パスコーは、イングランド南部の港湾都市ポーツマスの出身。短距離およびハードル種目で活躍。1969年、1971年のヨーロッパ選手権では110mハードルで表彰台に立っているが、1972年ミュンヘンオリンピックでは4×400mリレーの選手として銀メダルを獲得。1974年のヨーロッパ選手権では400mハードルと4×400mリレーの2種目で金メダルを獲得。引退後は実業家としても活躍した。
2012年ロンドンオリンピック招致委員会の副会長としてオリンピック誘致に成功するなど活躍した。

## 自己ベスト
- 200m - 20秒92 (1972年)
- 110mハードル- 13秒79 (1972年)
- 400mハードル - 48秒59 (1975年)

## 主な実績
| 年   | 大会                     | 場所                                 | 種目         | 結果 | 記録      |
| ---- | ------------------------ | ------------------------------------ | ------------ | ---- | --------- |
| 1969 | ヨーロッパ室内陸上選手権 | ベオグラード(ユーゴスラビア)         | 50mハードル  | 1位  | 6秒6      |
| 1969 | ヨーロッパ陸上選手権     | アテネ(ギリシャ)                     | 110mハードル | 3位  | 13秒9     |
| 1971 | ヨーロッパ陸上選手権     | ヘルシンキ(フィンランド)             | 110mハードル | 2位  | 14秒1     |
| 1972 | オリンピック             | ミュンヘン(西ドイツ)                 | 4×400mリレー | 2位  | 3分00秒5  |
| 1974 | コモンウェルスゲームズ   | クライストチャーチ(ニュージーランド) | 400mハードル | 1位  | 48秒83    |
| 1974 | コモンウェルスゲームズ   | クライストチャーチ(ニュージーランド) | 4×400mリレー | 2位  | 3分06秒66 |
| 1974 | ヨーロッパ陸上選手権     | ローマ(イタリア)                     | 400mハードル | 1位  | 48秒82    |
| 1974 | ヨーロッパ陸上選手権     | ローマ(イタリア)                     | 4×400mリレー | 1位  | 3分03秒3  |
| 1976 | オリンピック             | モントリオール(カナダ)               | 400mハードル | 8位  | 51秒29    |
| 1978 | コモンウェルスゲームズ   | エドモントン(カナダ)                 | 400mハードル | 3位  | 50秒09    |